# Михаил (Дедеич)
Митрополи́т Михаи́л (в миру Мираш Дедеич черног. Miraš Dedeić; род. 8 ноября 1938, Зетская бановина, Королевство Югославия) — предстоятель Черногорской православной церкви, архиепископ Цетинский и митрополит Черногорский.
Ранее — священнослужитель Австрийской (с 1991 года — Итальянской митрополии) Константинопольского патриархата (1988—1997).

## Биография
Родился 8 ноября 1938 года в местечке Рамово Ждриело в Зетской бановине, в Королевстве Югославия, в семье Младена Дедеича (Mlađen Dedeić) и Саветы Делибашич (Saveta Delibašić), происходивших родом из Ньеговуджя. Их предки принадлежали к православной общности Дробньаци.
20 ноября 1938 года был крещён сербским священником Нико Павитшичем (Niko Pavičić) в Спасо-Преображенской церкви соседнего села Крш. Окончил среднюю школу в Томашево.
В 1959 году поступил в Призренскую духовную семинарию, но обучался в ней всего два года. По собственному утверждению, вынужден был оставить учёбу, так как идентифицировал себя как черногорца, а не серба. Окончил классическую гимназию в Призрене, по окончании которой поступил на педагогический факультет Приштинского университета. Желание изучать богословие, подвигло его обратился к епископу Рашско-Призренскому Павлу (Стойчевичу), по рекомендации которого 16 сентября 1965 года он поступил на богословский факультет Белградского университета. В 1969 году окончил курс обучения в университете, сдав экзамены по приглашению профессора Чедомира Драшковича.
11 ноября 1969 года решением Священного синода Сербской православной церкви был назначен вспомогательным учителем в монастырской школе Острожского монастыря в Черногории, однако, сербский митрополит Черногорско-Приморский Даниил (Дайкович) был против этого назначения и добился его увольнения от должности 6 октября 1970 года. Профессор Чедомир Драшкович направил молодого человека в Папский восточный институт, который он окончил 23 июня 1973 года. Митрополит Черногорский Даниил возражал против этой учёбы, но профессор канонического права Иван Жужек оказал ему свою поддержку. Желание Мираша Дедеича защитить докторскую диссертацию (PhD) не нашли поддержки у доктора Лесковаца, который отклонил присланный запрос. Также попытка последипломного обучения в Московской духовной академии оказалась не реализованной.
31 января 1975 года профессор Чедомир Драшкович организовал для Мираша Дедеича возможность работать в архивах СССР. По рекомендации члена Сербской академии наук и искусств историка Васо Чубриловича, с 18 июня 1975 года ему был предоставлен доступ заниматься в Государственной публичной библиотеке имени Салтыкова-Щедрина в Ленинграде. Позднее работал по заданию Васо Чубриловича в архиве Триеста, собирая по его запросу данные по периоду XVI—XVIII веков.
19 апреля 1982 года профессор Радован Самарджич рекомендовал Мираша Дедеича для работы в государственном архиве Италии, а также Министерстве иностранных дел Италии, Ватиканском секретном архиве, архиве Конгрегации евангелизации народов и Венецианском архиве.
В Италии он познакомился со своей супругой Росаной (Rosana), работавшей медсестрой в доме для престарелых и после женитьбы переехал к ней.

### Священническое служение
В июне 1984 года Мираш Дедеич готовился для рукоположения в священный сан при Острожском монастыре, но митрополит Черногорский Даниил отказал в хиротонии.
29 июня 1988 года, в Троицком соборе города Вены, митрополит Венский и Австрийский Хризостом (Цитер) рукоположил его в сан диакона, а 30 июня — в сан пресвитера, назначив для служения в греческом приходе в Риме. В столице Италии ему удалось собрать сербскую православную общину и, с разрешения митрополита Итальянского Спиридона (Папагеоргиу), начать совершение богослужений на сербском языке в церкви Святого Андрея.
В 1991 году Милаш Дидеич имел дискуссию с хорватским экспертом доктором Марином Кинелем (Marin Kinel) о сербо-хорватских взаимоотношениях по итогам Второй мировой войны. Склонившись в сторону сербского национализма, он возвеличивал президента Слободана Милошевича в его политике в Косово и Воеводине, приветствовал вторжение Югославской народной армии в Дубровник, признавал права Италии на Истрию и Далмацию, назвал президента Хорватии Франьо Туджмана «балканским Гитлером».
После обвинений жены, заподозрившей его в измене, брак между ними был расторгнут. Состоявшийся в 1994 году епархиальный Церковный суд (решение одобрено митрополитом Итальянским Спиридоном в ноябре 1995 года), отстранил священника Милаша от церковного служения на неопределённое время. В этой связи сербский приход в Риме по его настоянию отделился от греческого.
16 мая 1995 года он обратился в митрополиту Загребско-Люблянскому и всей Италии Иоанну (Павловичу) с просьбой принять его в юрисдикцию Сербской православной церкви, но не получил ответа.

### Епископское служение
В конце 1996 года, в связи с кончиной предстоятеля Черногорской православной церкви митрополита Антоний (Абрамовича), черногорский писатель и куртуролог Сретен Перович (Sreten Perović) представил священника Мираша Дедеича черногорской общественности в качестве преемника скончавшегося митрополита. 6 января 1997 года народным собранием в Цетине Дедеич был избран предстоятелем Черногорской православной церкви и 27 января 1997 года вышел в отставку в Итальянской митрополии Константинопольского патриархата. Позднее, 9 апреля 1997 года, Священный синод Константинопольского патриархата своим решением запретил его в служении.
В 1998 году Мило Джукановичу удалось обойти в политической борьбе на президентских выборах Момира Булатовича и при новом политическом руководстве Мираш Дедеич официально зарегистрировал Черногорскую православную церковь как неправительственную организацию. В том же 1998 году он был пострижен в монашество с именем Михаил и возведён в достоинство архимандрита, однако иерархи Македонской православной церкви отказали ему в архиерейской хиротонии, чтобы не портить отношения с Сербской православной церковью.
15 марта 1998 года предстоятель Альтернативного синода Болгарской православной церкви патриарх Болгарский Пимен (Энев) с семью митрополитами в церкви Святой Параскевы в Софии совершили архиерейскую хиротонию над архимандритом Михаилом (Дедеичем). 31 октября 1998 года состоялась его интронизация в Цетине.
В качестве предстоятеля, 23 ноября 1999 года обратился в государственные органы с просьбой о регистрации Черногорской православной церкви в качестве религиозной структуры, а получив отказ, обратился в суд по которому выиграл дело и 17 января 2000 года зарегистрировал свою структуру в качестве религиозной организации.
Вёл активный диалог с главой Украинской православной церкви Киевского патриархата Филаретом (Денисенко), который в октябре 2010 года посетил Черногорию, поддержав черногорский народ в его желании иметь церковную автокефалию.
Кроме родного сербского, хорошо владеет итальянским, русским и греческим языками, понимает французский и читает на латинском языке. Состоял в дружеских отношениях с последним королём Италии Умберто II, работая в семейном архиве на королевской вилле в португальском городе Кашкайш относительно матери короля — принцессы Елены Черногорской.